# Vickers Wellington
El Vickers Wellington (apodado Wimpy) fue un bombardero medio bimotor y de largo alcance británico. Fue diseñado a mediados de la década de 1930 en Brooklands, Weybridge, Surrey. Dirigido por el diseñador jefe de Vickers-Armstrong, Rex Pierson, una característica clave del avión es su estructura de fuselaje geodésica, que fue diseñada principalmente por Barnes Wallis. El desarrollo se había iniciado en respuesta a la Especificación B.9/32 del Ministerio del Aire, emitida a mediados de 1932, por un bombardero para la Real Fuerza Aérea.
Esta especificación solicitaba un bombardero diurno bimotor capaz de ofrecer un rendimiento superior al de cualquier diseño anterior. Otros aviones desarrollados según las mismas especificaciones incluyen al Whitley y al Hampden. Durante el proceso de desarrollo, los requisitos de rendimiento, como la tara, cambiaron sustancialmente, y el motor utilizado no fue el previsto originalmente.
A pesar de su especificación original, el Wellington fue utilizado como bombardero nocturno en los primeros años de la Segunda Guerra Mundial, actuando como uno de los principales bombarderos utilizados por el Mando de Bombardeo. Durante 1943, comenzó a ser reemplazado como bombardero por los "pesados" más grandes de cuatro motores, como el Lancaster. El Wellington continuó prestando servicio durante toda la guerra en otras tareas, en particular como avión antisubmarino en el Mando Costero de la RAF.
El Wellington fue el único bombardero británico que se fabricó durante toda la guerra y se fabricó en mayor cantidad que cualquier otro bombardero construido en Gran Bretaña. El Wellington continuó siendo equipo de primera línea cuando terminó la guerra, aunque fue relegado cada vez más a funciones secundarias. El Wellington fue uno de los dos bombarderos que llevaron el nombre de Arthur Wellesley, primer duque de Wellington; el otro fue el Wellesley.
Un avión bombardero pesado de mayor tamaño, diseñado según la especificación B.1/35, el Warwick, se desarrolló en paralelo al Wellington; los dos aviones compartían alrededor del 85 % de sus componentes estructurales. Muchos elementos del Wellington también fueron reutilizados en un derivado civil, el VC.1 Viking.

## Desarrollo

### Orígenes

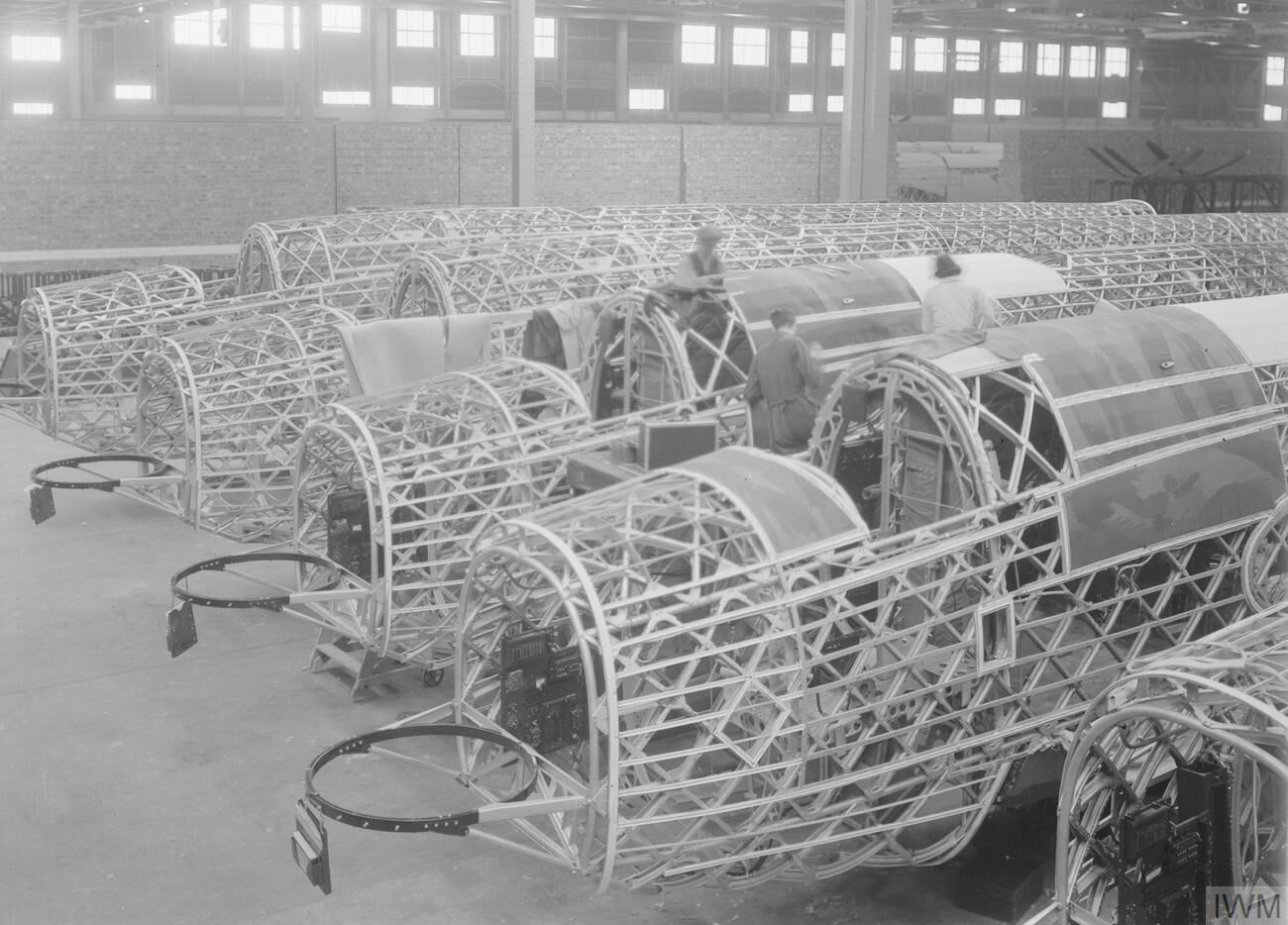
Wellington en construcción, mostrando la estructura geodésica.

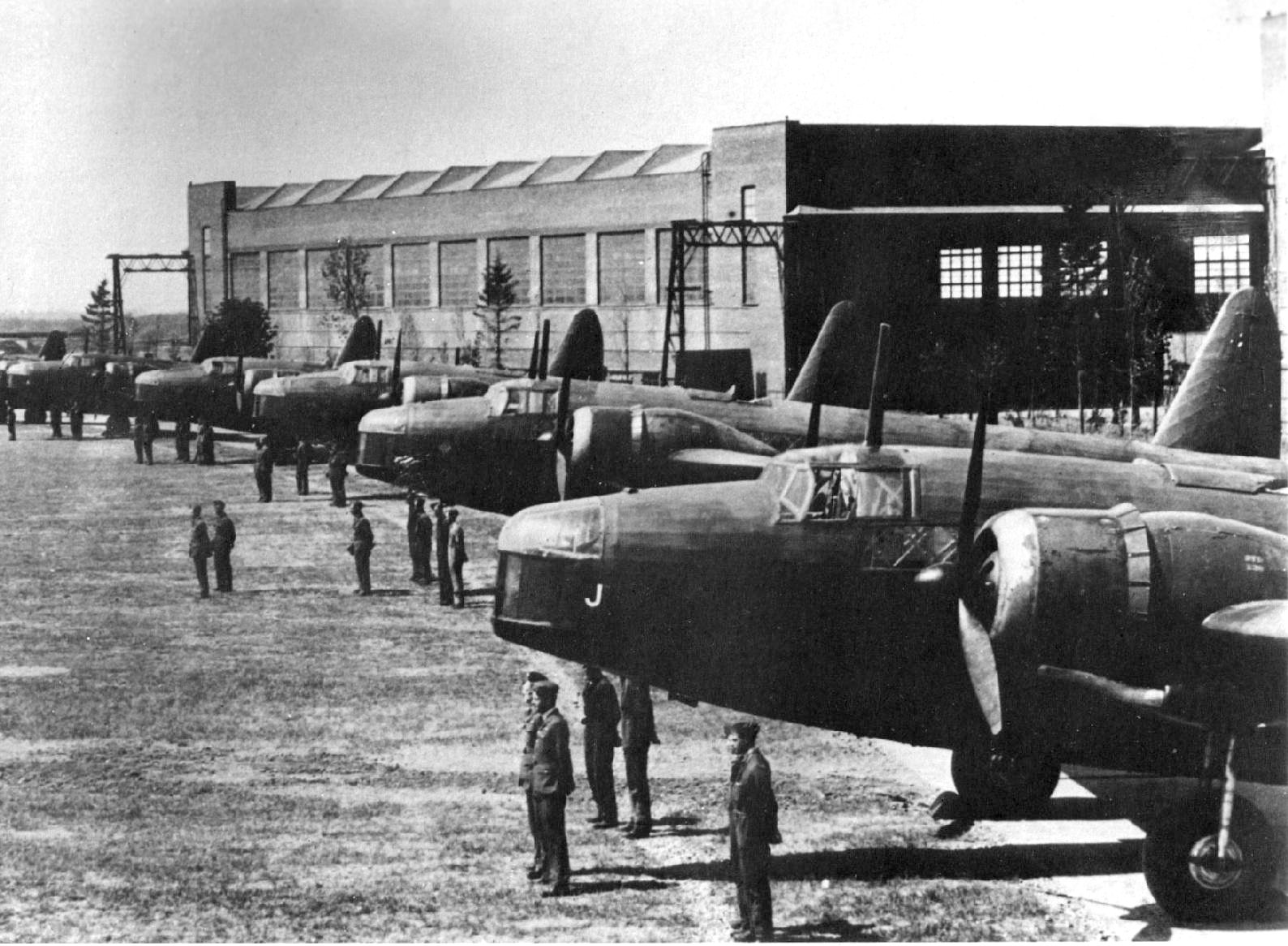
Aviones Wellington Mark I de la RNZAF con las torretas originales; anticipándose a la guerra, el gobierno de Nueva Zelanda prestó estos aviones y sus tripulaciones a la RAF en agosto de 1939.

En octubre de 1932, el Ministerio del Aire británico invitó a Vickers a presentar una oferta para la recientemente emitida Especificación B.9/32, que solicitaba un bombardero diurno medio bimotor. En respuesta, Vickers llevó a cabo un estudio de diseño, dirigido por el diseñador jefe Rex Pierson. Desde el principio, el diseñador principal de estructuras de Vickers, Barnes Wallis, propuso el uso de un fuselaje geodésico, inspirado en su trabajo previo en dirigibles y en el bombardero ligero monomotor Wellesley. Durante las pruebas estructurales realizadas en el Royal Aircraft Establishment, Farnborough, la estructura propuesta demostró no sólo el factor de resistencia requerido de seis, sino que alcanzó 11 sin ningún signo de fallo, lo que demostraba que el fuselaje geodésico posee una resistencia muy superior a los niveles normales. Esta robustez permitió desarrollar aún más el diseño de la estructura para reducir el tamaño de los miembros individuales y adoptar secciones estándar simplificadas de construcción más ligera.
Vickers estudió y comparó el rendimiento de varios motores refrigerados por aire y por líquido para propulsar al bombardero, incluidos los radiales Bristol Pegasus IS2, Pegasus IIS2 y Armstrong Siddeley Tiger, y el lineal Rolls-Royce Goshawk I. El Pegasus fue seleccionado como motor para las versiones del bombardero refrigeradas por aire, mientras que el motor Goshawk fue elegido para la variante con motor refrigerado por líquido. El 28 de febrero de 1933 se presentaron a licitación dos versiones del avión, una con cada uno de los motores seleccionados. En septiembre de 1933, el Ministerio del Aire emitió un contrato piloto para la versión con motor Goshawk. En agosto de 1934, Vickers propuso utilizar el Pegasus o el motor radial Bristol Perseus de 9 cilindros con válvulas de camisa en lugar del Goshawk refrigerado por evaporación, lo que prometía mejoras en velocidad, régimen de ascenso, techo y capacidades de vuelo con un solo motor sin ningún aumento importante en el peso total; el Ministerio del Aire aceptó los cambios propuestos.
También se habían implementado y aprobado otros refinamientos del diseño, como la adopción de hélices de paso variable y el uso de torretas artilladas producidas por Vickers en las posiciones de morro y de cola. En diciembre de 1936, la especificación había sido revisada para incluir montajes de torreta protegidos contra el viento en la parte delantera, trasera y central. Otros cambios en las especificaciones incluyeron escudos inferiores de bombas modificados y la inclusión de puertas del compartimiento de bombas accionadas por resorte. La propuesta también se desarrolló más: se adoptó una disposición de ala media en lugar de un ala semialta para lograr una mayor visibilidad del piloto durante el vuelo en formación y un mejor rendimiento aerodinámico, así como un peso total sustancialmente mayor del avión. También se realizaron estudios de diseño en nombre del Ministerio del Aire para la adopción del motor Rolls-Royce Merlin.
A pesar de la tradicional preferencia de los constructores de adherirse estrictamente al peso tara restrictivo para la aeronave establecido en la licitación, tanto Pierson como Wallis creían firmemente que su diseño debía adoptar el motor más potente disponible. Tal vez en respuesta a la presión de Vickers, el Ministerio del Aire pasó por alto, si no aceptó abiertamente, la eliminación de la restricción del peso tara, ya que entre la presentación de la licitación en 1933 y el vuelo del primer prototipo en 1936, el peso tara finalmente aumentó de 2900 kg hasta los 5220 kg. El Ministerio del Aire revisó sistemáticamente al alza los requisitos de carga de bombas y alcance prescritos; en noviembre de 1935, las figuras dentro del Ministerio estaban interesadas en la posibilidad de operar el avión con un peso total de 13 800 kg, que el autor sobre temas de aviación C.F. Andrews describió como "una cifra muy alta para un bombardero medio de aquellos días".
Durante la fase de desarrollo del avión, como señala C.F. Andrews, "el clima político y militar de Europa estaba cambiando rápidamente. Las amenazas de los dictadores de Alemania e Italia empezaron a ejercer presión sobre el Gobierno británico para que reevaluara la fuerza de sus fuerzas armadas, especialmente la de la Real Fuerza Aérea". En 1936 se reconoció la necesidad de dar una alta prioridad a la creación de una gran fuerza de bombarderos que constituiría la punta de lanza del poder ofensivo británico; en consecuencia, ese año se formó una nueva organización de mando dentro de la RAF, el Mando de Bombardeo, para cumplir con este requisito.

### Revisión de prototipo y diseño
A principios de 1936, se montó un prototipo inicial, el K4049, que originalmente se denominó Type 271. El prototipo podía albergar una carga útil de nueve bombas de 110 kg o 230 kg, y tanto las posiciones artilladas del morro como de la cola estaban equipadas con torretas operadas manualmente con un arma en cada una; se hizo una provisión para una tercera arma retráctil en una posición dorsal. Tenía provisión para una tripulación de cuatro miembros, junto con una quinta posición para tareas especiales.
El 5 de junio de 1936 se eligió el nombre "Crecy" para el modelo y se exhibió públicamente como tal. El 15 de agosto de 1936, el avión fue aceptado para producción. El 8 de septiembre de 1936, se adoptó el nombre de servicio "Wellington" para el modelo; encajaba con la nomenclatura del Ministerio del Aire de nombrar a los bombarderos con nombres de ciudades y seguía al Vickers Wellesley en referencia al general de las guerra napoleónicas Arthur Wellesley, el duque de Wellington. El 12 de diciembre de 1936, se emitió la orden de fábrica correspondiente para el Wellington.
El 15 de junio de 1936, el K4049 realizó su primer vuelo desde Brooklands. El piloto de pruebas jefe de Vickers, Joseph Summers, voló el K4049 en su primer vuelo, acompañado por Wallis y Trevor Westbrook. El avión pronto llegó a ser ampliamente considerado como un diseño avanzado para su época y demostró tener un mérito considerable durante sus pruebas de vuelo. El 19 de abril de 1937, el K4049 resultó destruido en un accidente durante un vuelo de pruebas de servicio de Maurice Hare. La causa fue el fallo del compensador del elevador debido a una exposición excesiva a la estela, lo que provocó que el avión se invirtiera y descendiera rápidamente hacia el terreno. Acabó destruido en el accidente, que también resultó con la muerte del navegante, Smurthwaite. Los compensadores por superficie fueron posteriormente eliminados del diseño y no estaban en los aviones de producción.
El refinamiento del diseño del Wellington estuvo influenciado por la emisión de las Especificaciones B.3/34 y B.1/35, la última de las cuales condujo a un avión bombardero más grande, el Vickers Warwick. Con los trabajos de diseño en detalle de ambos realizados al mismo tiempo y ambos aviones usando una construcción inspirada en la geodesia, existían puntos en común entre los componentes. El modelo de producción del Wellington fue un rediseño completo, lo que resultó en un morro alargado para la torreta y la posición del apuntador de bombardeo, un elevador rediseñado y un fuselaje más alto que acomodaba una carga de bombas mayor y el aumento de la tripulación de cuatro a cinco miembros. Otros cambios realizados incluyeron la adopción de una rueda de cola retráctil y hélices de velocidad constante; el Ministerio del Aire también solicitó la adopción de una torreta ventral de diseño Nash & Thompson en lugar del diseño de Vickers.
El 23 de diciembre de 1937, el primer avión Wellington Mk I de producción, el L4212, realizó su primer vuelo, seguido de un programa de vuelos intensivo. Las pruebas de vuelo con el L4212 confirmaron la estabilidad aerodinámica encontrada inicialmente por el K4049, pero también revelaron que el avión tenía el morro pesado durante los picados, lo que se atribuyó al elevador rediseñado. Se probaron modificaciones en el L4212, incluida la conexión de los flaps y de los compensadores del elevador, y se resolvió el problema.

### Producción

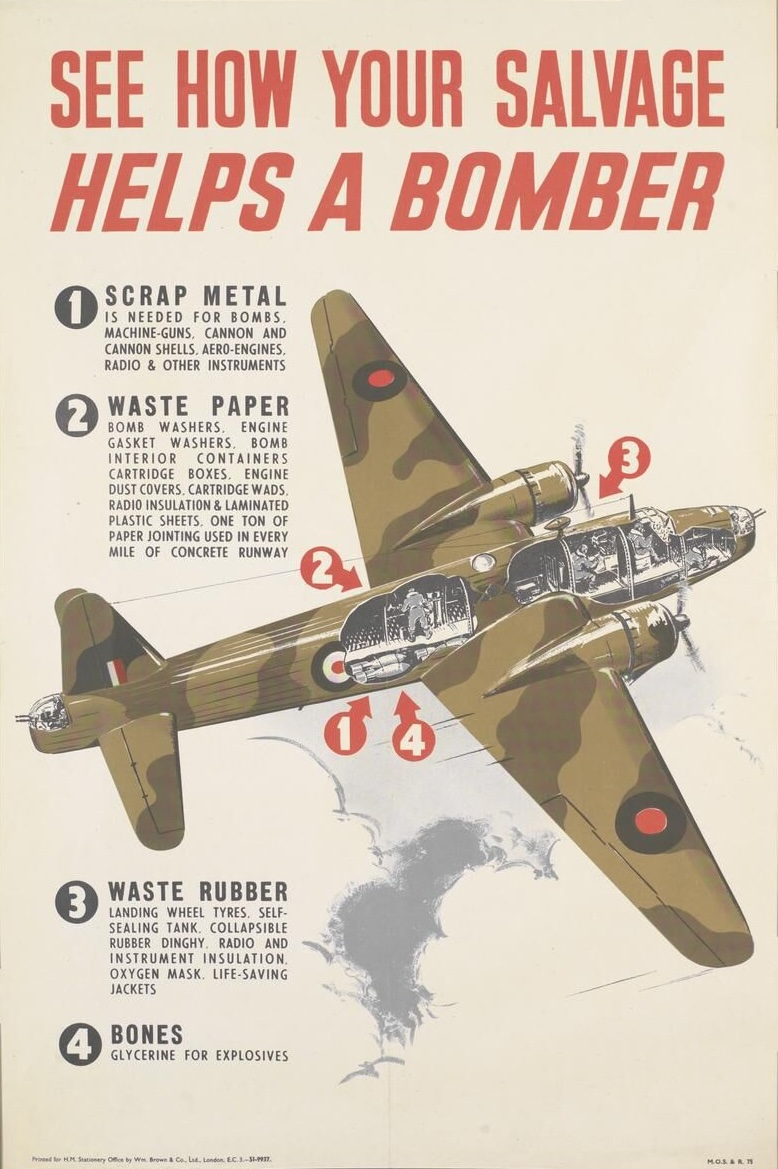
Cartel de tiempos de guerra que utiliza un corte del Wellington para ilustrar cómo se reciclaban la chatarra y los desechos para su uso en la producción de material de guerra.

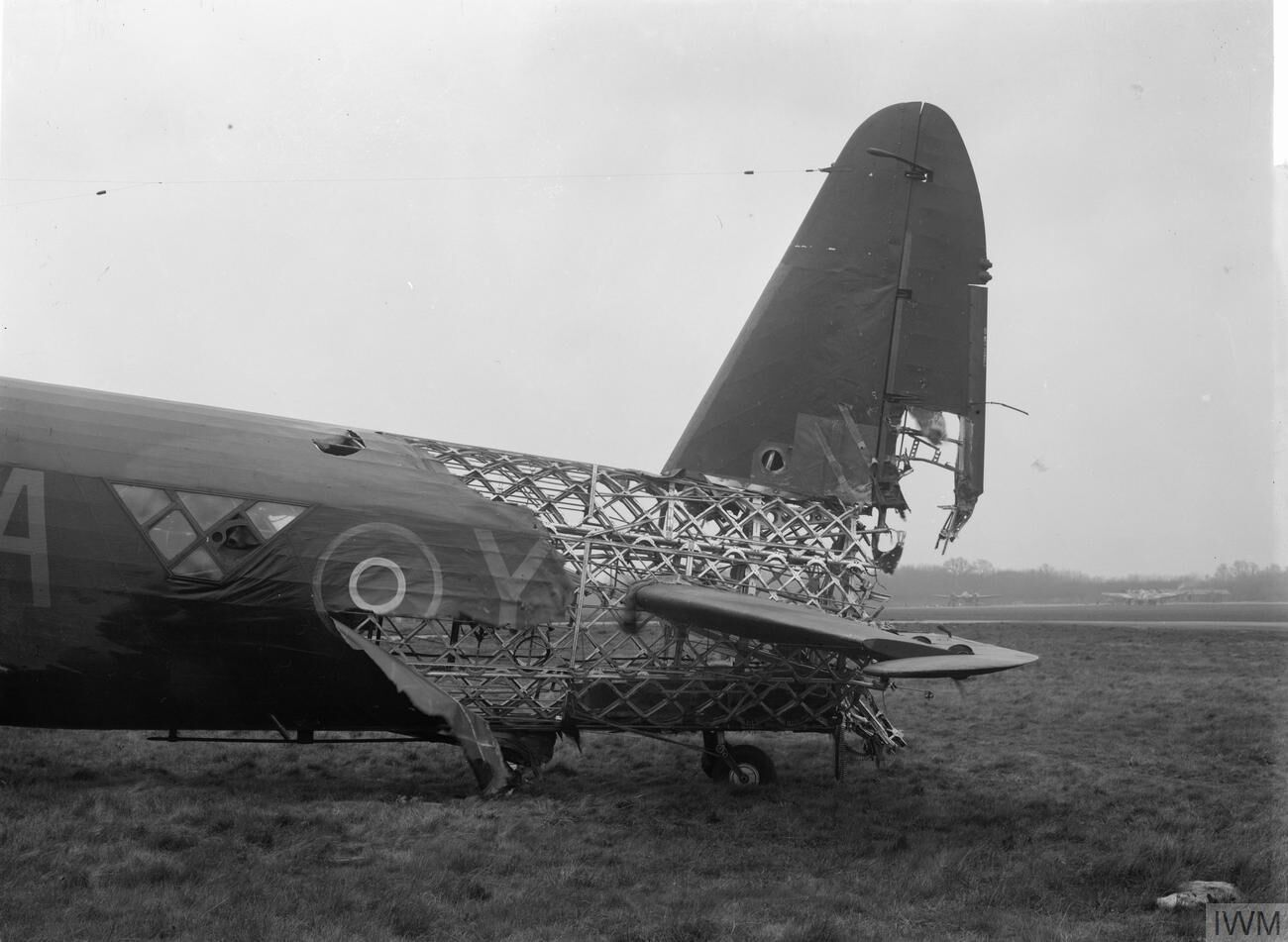
Wellington Mark X HE239 del Escuadrón n.° 428 de la RCAF. Completó su misión de bombardeo a pesar de perder al artillero trasero y la torreta y luego voló de regreso a casa para aterrizar con las puertas de la bodega de bombas atascadas abiertas debido a la falta de potencia hidráulica.

En agosto de 1936, Vickers recibió un pedido inicial de 180 aviones "Wellington Mk I", propulsados por un par de motores radiales Bristol Pegasus de 780 kW (1050 hp); el pedido se realizó tan rápidamente que se realizó antes de la primera reunión destinada a decidir los detalles del avión de producción.
En octubre de 1937, se hizo un pedido a la Gloster Aircraft Company para la producción de 100 Wellington Mk I, a los que seguirían 100 aviones Wellington Mk II con Rolls-Royce Merlin X. Se hizo otro pedido de 64 Wellington que serían producidos por Armstrong Whitworth Aircraft en Coventry. Con esta oleada de pedidos y producción asegurada para finales de 1937, Vickers se propuso simplificar el proceso de fabricación de la aeronave y anunció el objetivo de construir un Wellington por día.
El diseño geodésico tardaba más en construirse que el de aviones comparables que utilizaban el enfoque monocasco más convencional, lo que generó algunas críticas al Wellington. Además, era difícil cortar agujeros en el fuselaje para acceder o colocar equipos; para facilitar la fabricación, se desplegaba el foco Leigh a través del montaje de la torreta ventral FN9 ausente.
Los contratos de Gloster y AWA se transfirieron a las fábricas en la sombra en el noroeste. A finales de los años 30, Vickers construía Wellington a un ritmo de uno por día en Weybridge y 50 al mes en el Broughton en Gales del Norte. Muchos de los empleados de las líneas de producción eran sólo semicualificados y nuevos en la construcción de aeronaves. La producción máxima en tiempos de guerra en 1942 registró ritmos mensuales de 70 aviones en Weybridge, 130 en Broughton y 102 en Blackpool. Se establecieron fábricas en la sombra para producir piezas para el Wellington en todas las Islas Británicas.
En octubre de 1943, como ejercicio de propaganda y de moralización, los trabajadores de Broughton renunciaron a su fin de semana para construir el Wellington matrícula LN514 a toda velocidad. El bombardero se montó en 23 horas y 50 minutos y despegó después de 24 horas y 48 minutos, batiendo el récord de 48 horas establecido por una fábrica en California. Cada Wellington se construía normalmente en 60 horas. Fue filmado para el Ministerio de Información para el noticiero Worker's Week-End, y fue transmitido tanto en Gran Bretaña como en Estados Unidos. Fue la primera vez en la historia de la aviación que un fabricante de aviones en cualquier parte del mundo había intentado tal hazaña con un avión de metal de esta escala.
Se construyeron un total de 180 aviones Wellington Mk I; 150 para la RAF y 30 para la Real Fuerza Aérea de Nueva Zelanda (RNZAF) (que fueron transferidos a la RAF al estallar la guerra y utilizados por el Escuadrón 75 de la RAF). En octubre de 1938, el Mk I entró en servicio con el Escuadrón 9 de la RAF. Inicialmente, el Wellington fue superado en número por el Handley Page Hampden (también encargado por el Ministerio para la B.9/32) y el Armstrong Whitworth Whitley (para la B.34/3 por un bombardero "nocturno"), pero sobrevivió a ambos aviones rivales en servicio. El Wellington se construyó en 16 variantes y dos conversiones de posguerra para aviones de entrenamiento. El número de Wellington construidos ascendió a 11 462 de todas las versiones, una cantidad mayor que la producida por cualquier otro bombardero británico. El 13 de octubre de 1945, salió al aire el último Wellington que se produjo.

### Desarrollo adicional
El Wellington Mk I fue rápidamente reemplazado por variantes mejoradas. Las mejoras en las torretas y el fortalecimiento del tren de aterrizaje dieron como resultado rápidamente el Wellington Mk IA. El Mk IA se basaba en el diseño del Wellington Mk II con motor Merlin X y, en teoría, se podía equipar con Merlin o con Pegasus, pero en la práctica sólo se instalaron radiales. El Mark IA llegaba a los mismos 13 000 kg que el Mark II y tenía un tren de aterrizaje más robusto con ruedas más grandes y torretas Frazer-Nash.
Debido a las dificultades con el rendimiento de las torretas Vickers en el Mark I, que dejaron al Wellington con defensas más débiles de lo previsto, se propuso la producción del Wellington Mk IB con armamento Frazer-Nash para realizar pruebas, pero como las torretas Frazer-Nash ya estaban siendo aceptadas para el Mark IA, es posible que el Mark IB no se hubiera construido o, si lo hubiera sido, se hubiera redesignado como Mark IA. Un mayor desarrollo de varios aspectos de la aeronave, utilizando el conocimiento aprendido, se incorporó a la estructura del avión en Weybridge por decisión ejecutiva. El sistema hidráulico rediseñado y el sistema eléctrico de 24 voltios, junto con el reemplazo del arma de la torreta ventral por dos ametralladoras de costado (ya fuera Vickers K o Browning M1919 Mark II, ambas de 7,7 mm), fue designado como Wellington Mk IC, generándose un número de modelo después del hecho.
En enero de 1938, comenzaron formalmente los trabajos de diseño de lo que se convertiría en el Wellington Mk II. El principal cambio en este modelo fue la adopción del motor Merlin en lugar del Pegasus XVIII; otras modificaciones incluyeron revisiones del sistema hidráulico y de oxígeno, junto con la instalación de calefacción en la cabina y un astrodomo. El 3 de marzo de 1939, el L4250, el prototipo del Mk II, realizó su vuelo inaugural; este se había retrasado debido a los retrasos en la producción de sus motores Merlin X. Se encontraron problemas de estabilidad y equilibrio durante las pruebas de vuelo del prototipo, lo que resultó en más cambios, como el agrandamiento del plano de cola. A finales de 1939, el Mk II era capaz de ofrecer un rendimiento superior al Mk IC, como mayores velocidades de crucero y máxima, un mayor peso total o, alternativamente, una mayor autonomía y un techo aumentado.

## Diseño

La torreta de cola de un Wellington, 1942.

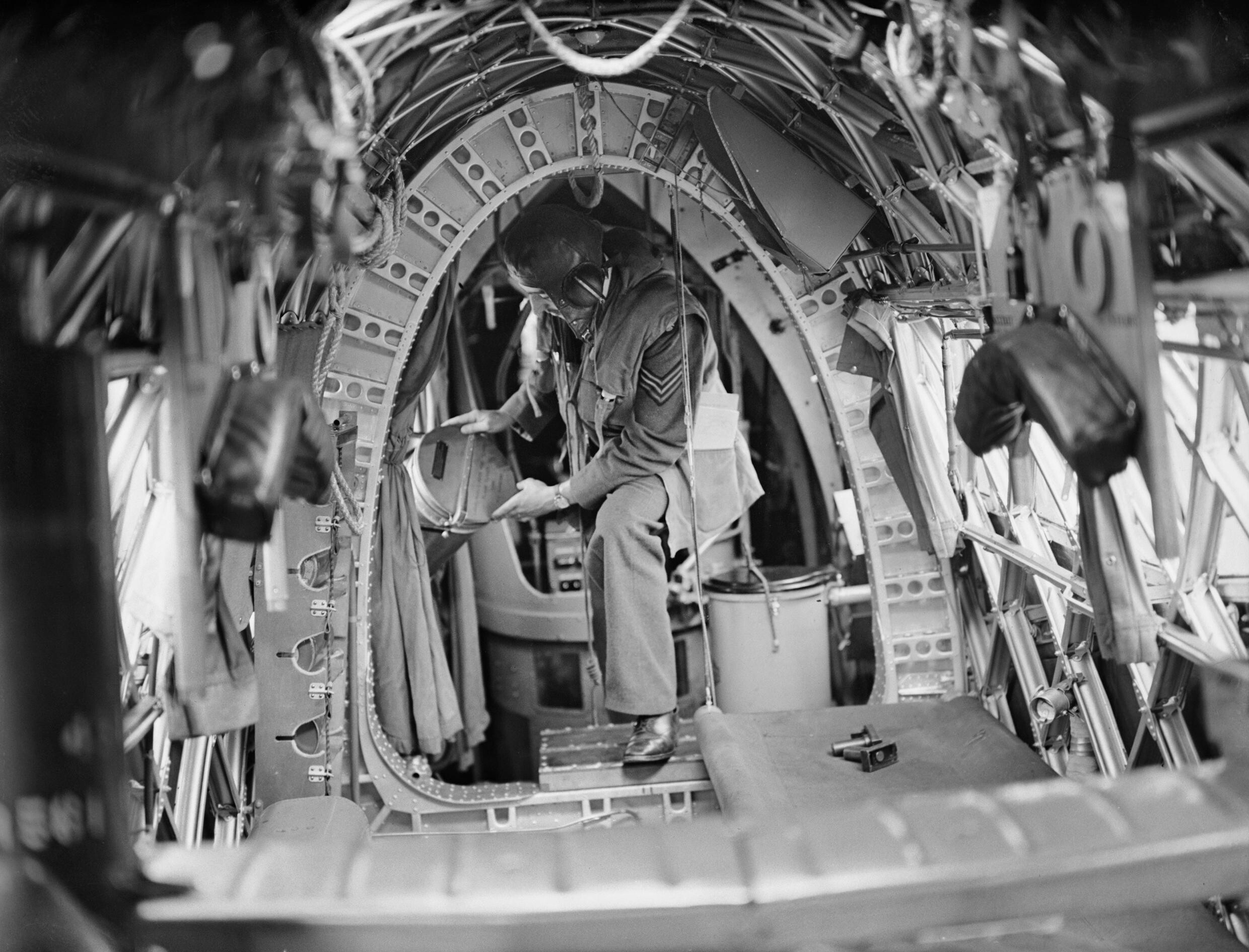
Un miembro de la tripulación en la parte trasera del fuselaje del Wellington.

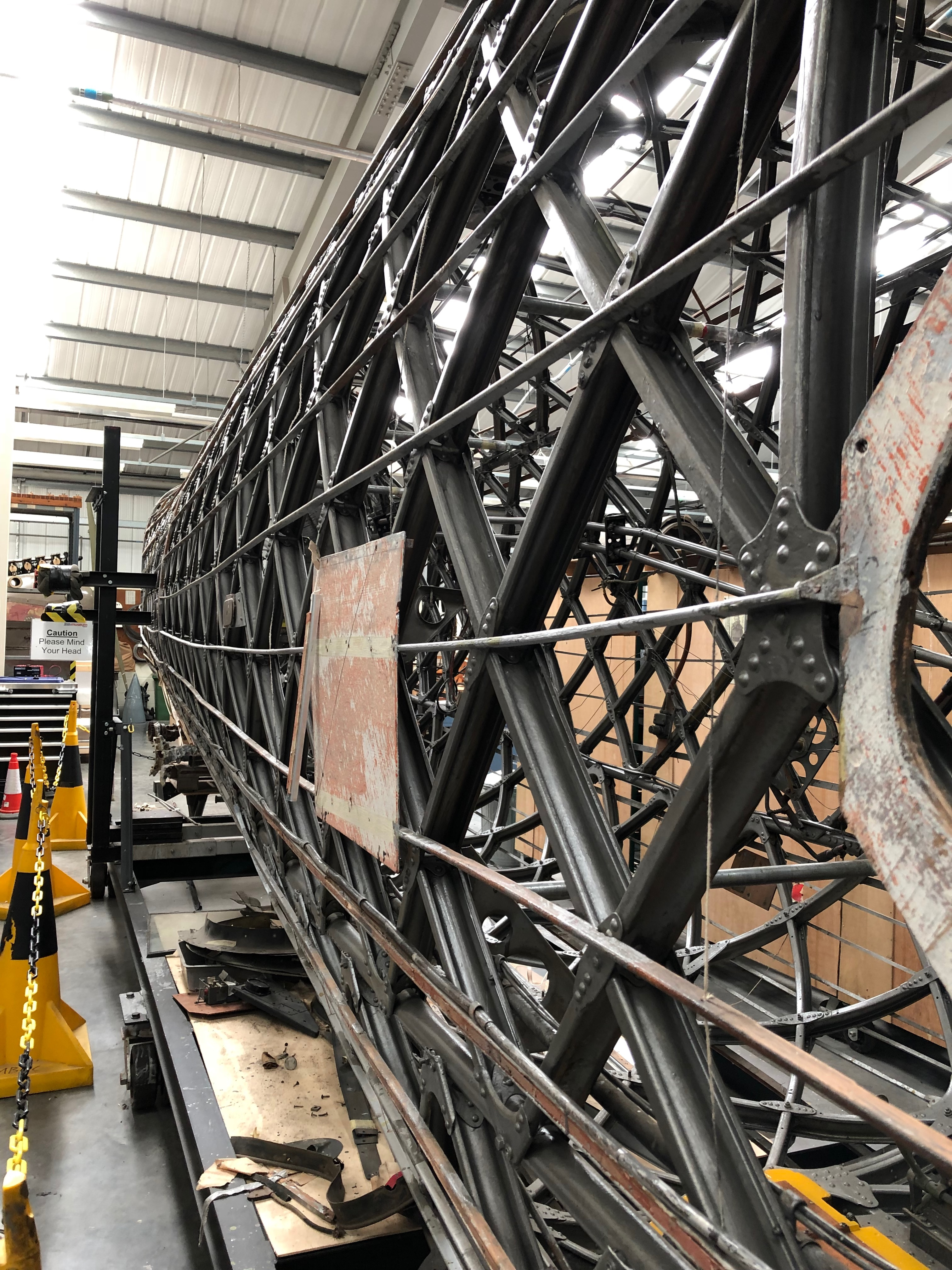
Fuselaje del Vickers Wellington durante una restauración, mostrando su estructura geodésica.

El Vickers Wellington era un bombardero medio de largo alcance bimotor, inicialmente propulsado por un par de motores radiales Bristol Pegasus, que movían un par de hélices De Havilland de dos pasos de hálice. Se utilizaron diversas combinaciones de motores y hélices en las variantes del avión, incluyendo modelos de los motores Bristol Hercules y Rolls-Royce Merlin. Entre las características reconocibles del Wellington se incluyen la alta relación de aspecto de su ala trapezoidal, la altura de su fuselaje y el uso de un único estabilizador vertical alto en la cola, que, según se dice, facilitaba el reconocimiento del modelo.
El Wellington solía llevar una tripulación de cinco personas, ubicándose el bombardero en el morro del avión. El Wellington podía equiparse con controles de vuelo duales, y se desarrollaron conjuntos especializados de conversión de control dual para realizar entrenamiento en el modelo. La cabina también contenía provisiones para calefacción y equipo de deshielo, que se introdujeron en modelos posteriores del Wellington. El Wellington Mk I poseía una carga máxima de bombas ofensiva de 2000 kg, más de una quinta parte del peso total del avión de 9500 kg. Municiones adicionales y una capacidad de bombardeo ampliada fueron cambios en muchas de las variantes de guerra del Wellington, incluido el transporte de bombas más grandes.
El armamento defensivo comprendía las posiciones artilladas de las torretas delantera y trasera, junto con una torreta ventral giratoria retráctil. Debido a la alta velocidad de crucero del Wellington, se había considerado necesario contar con torretas completamente cerradas, en lugar de semicerradas o expuestas. Las torretas también estaban motorizadas para desplazarse con la velocidad y maniobrabilidad necesarias para seguir el ritmo de las nuevas generaciones de cazas enemigos. El diseño de Vickers colocaba al artillero en un asiento fijo detrás de las armas (un par de ametralladoras Browning de 7,7 mm), que estaban montadas en un pilar con una unidad de control Nash & Thompson, y disparaban a través de una ranura móvil en la cubierta del armazón. Aunque espaciosa, presentaba problemas de funcionamiento y una artillería deficiente, por lo que Vickers recibió instrucciones del Estado Mayor del Aire para reemplazarlas. Simultáneamente, se firmó un contrato de desarrollo con Nash & Thompson por una torreta que pudiera utilizarse tanto en posiciones delanteras como traseras. La FN.5 resultante también se empleó en el Short Stirling y en el Avro Manchester.
Debido a la naturaleza especializada de las torretas, cada vez más avanzadas, estas se consideraron equipo auxiliar, diseñadas y suministradas de forma independiente, reemplazando las torretas propias de Vickers desarrolladas para el avión. La torreta ventral del Mk.I, construida por Vickers, fue reemplazada de serie por una equivalente FN.25, construida por Nash & Thompson. Los escuadrones criticaron las torretas ventrales: al extenderse, reducían la velocidad del avión en 16 km/h, la única ventana estrecha limitaba la visibilidad y, en ocasiones, se congelaba y debía ser lanzada. Las torretas ventrales no se instalaron después del primer lote de Wellington IA.
Una novedad del Wellington fue su construcción geodésica, ideada por el diseñador e inventor aeronáutico Barnes Wallis. El fuselaje se construía con 1650 elementos, compuestos por vigas en W de duraluminio que formaban una estructura metálica. Listones de madera se atornillaban a las vigas y se recubrían con lino irlandés; este lino, tratado con capas de lubricante para aeronaves, formaba la piel exterior del avión. La construcción demostró ser compatible con importantes adaptaciones y modificaciones, como un mayor peso total en vuelo, bombas más grandes, tropicalización y depósitos de combustible de largo alcance.
La celosía metálica otorgaba a la estructura una resistencia considerable, y cualquier larguerillo podía soportar parte de la carga del lado opuesto del avión. Las vigas dañadas o destruidas en un lado aún permitían la viabilidad de la estructura del avión; como resultado, los Wellington con grandes áreas de armazón faltantes a menudo podían regresar cuando otros tipos no habrían sobrevivido, lo que dio lugar a historias sobre la "invulnerabilidad" del avión. El efecto se veía potenciado por el quemado ocasional del revestimiento de tela, dejando expuestas las cuadernas desnudas. Otra ventaja de la construcción geodésica de las alas era que permitía un método único para alojar el combustible, ya que cada ala contenía tres depósitos de combustible dentro del espacio libre entre los largueros delantero y trasero, por fuera de los motores. Una desventaja de la estructura geodésica del fuselaje era su insuficiente rigidez longitudinal: al equiparlo con un accesorio para remolcar planeadores de carga, su estructura cedía y se estiraba ligeramente.

## Historia operacional

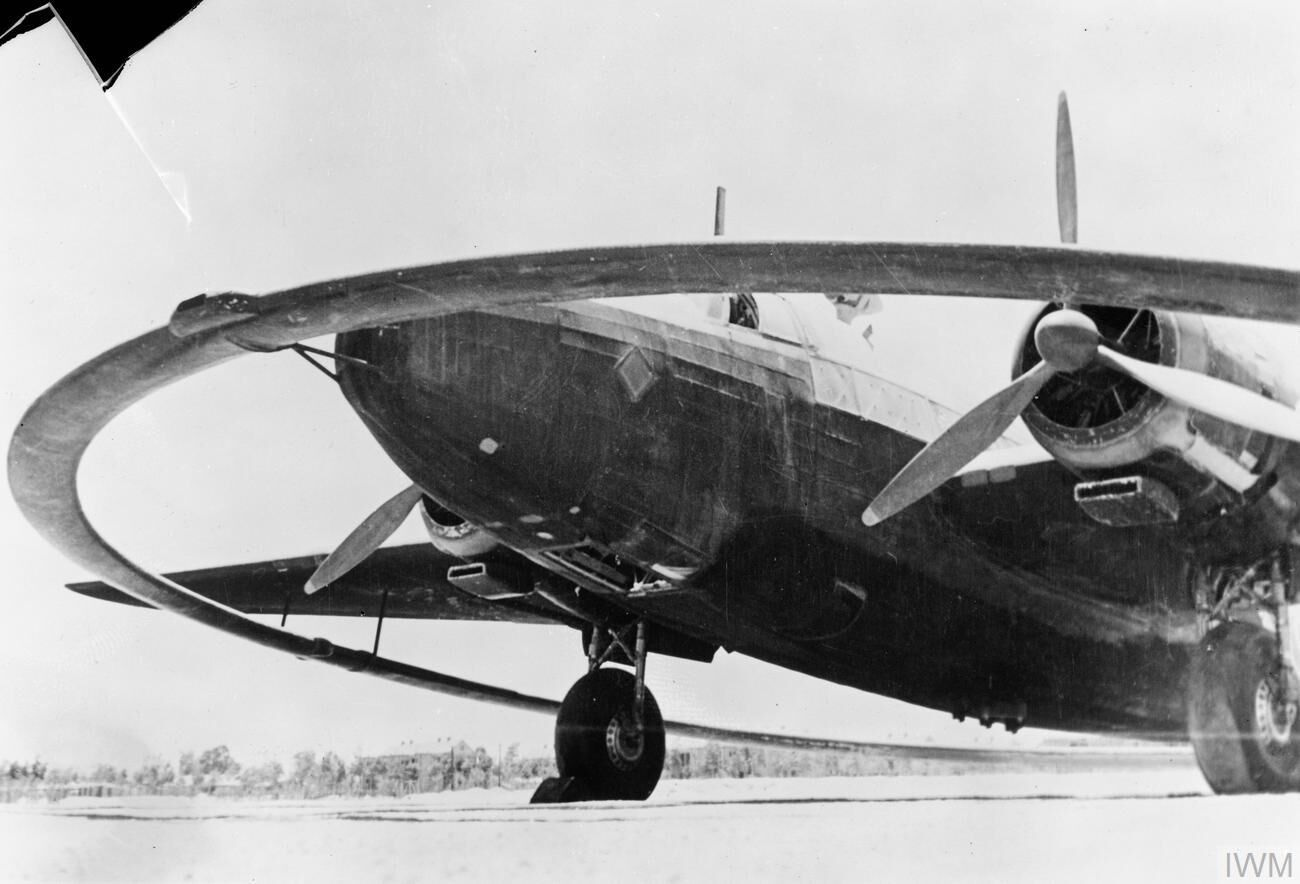
La bobina magnética de 48 pies de diámetro de un Wellington DWI Mark II se utilizaba para detonar minas navales.

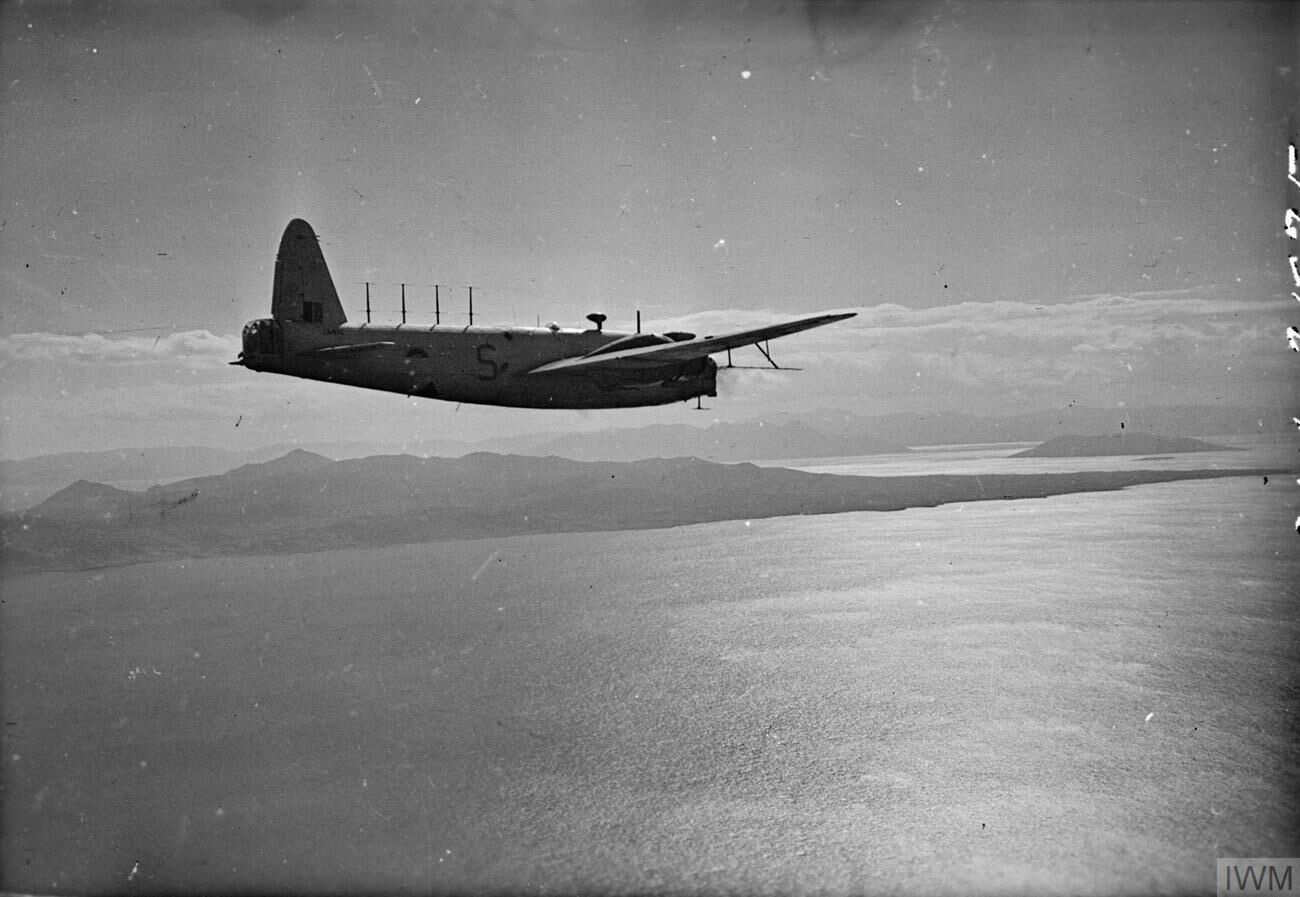
Wellington GR Mk XIII mostrando mástiles de radar antisubmarino.

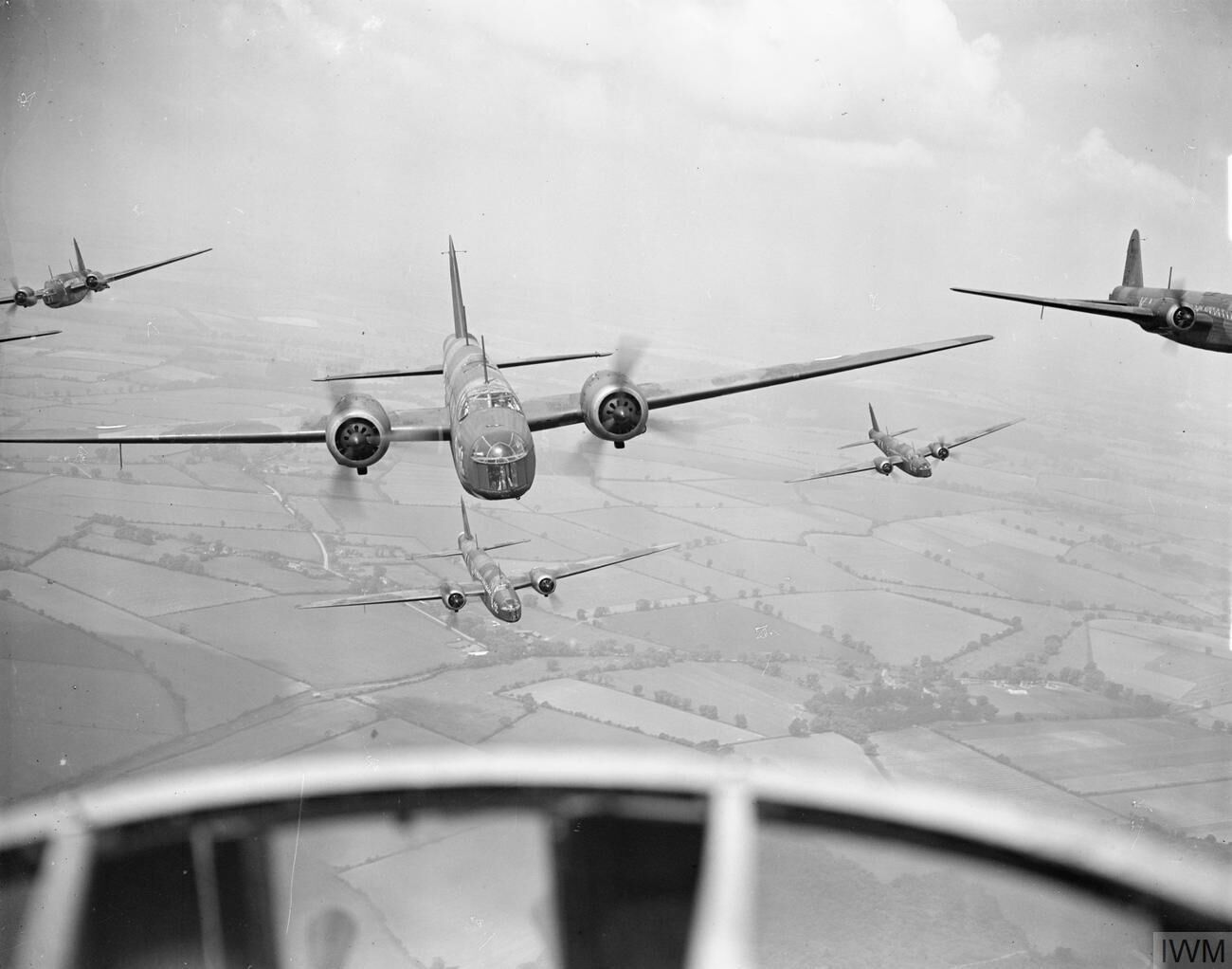
Aviones Vickers Wellington del 9.º Escuadrón volando en formación.

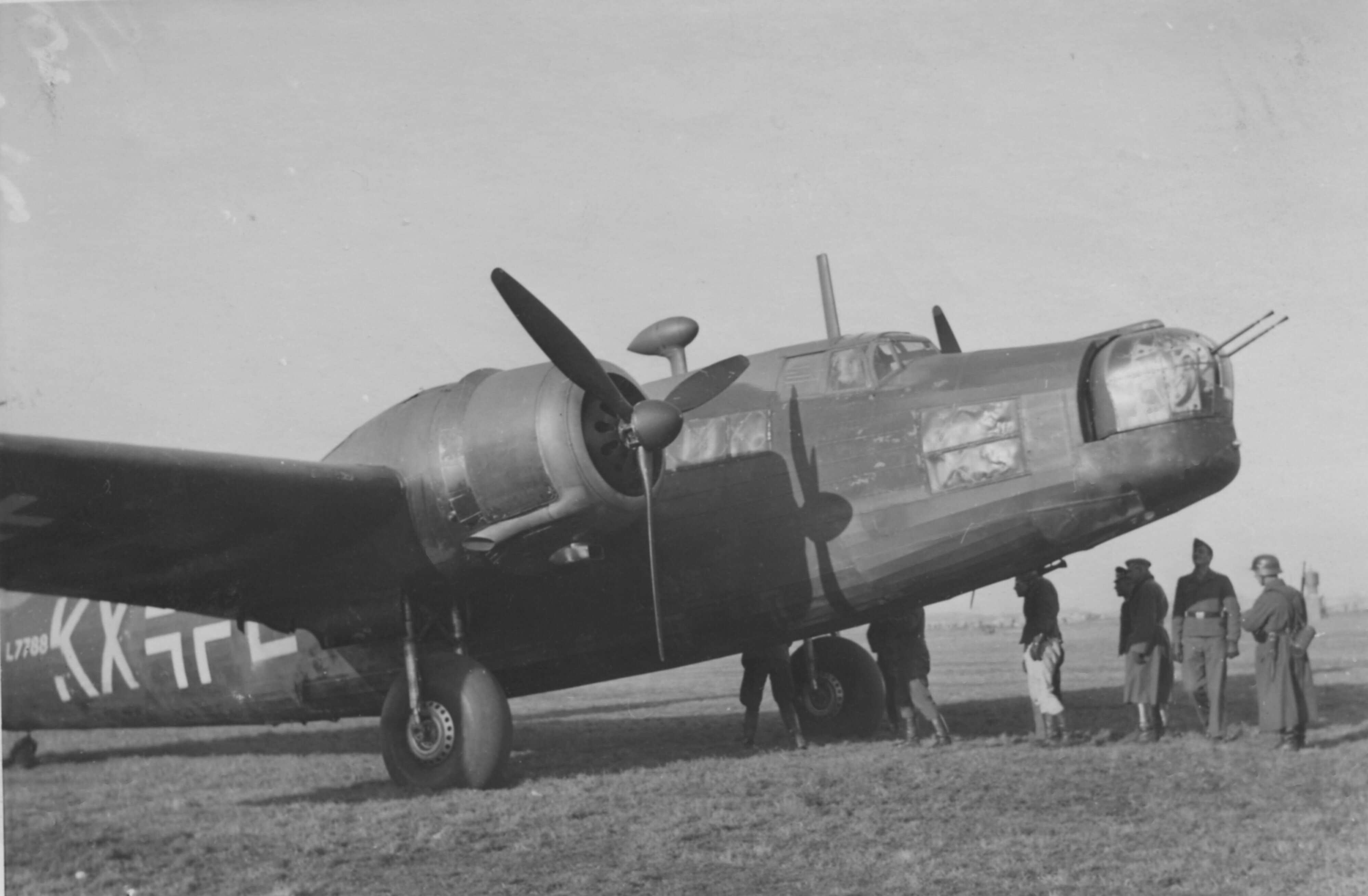
Wellington "L7788" capturado en servicio con la Luftwaffe, 1940.

El 3 de septiembre de 1939, el mismo día en que el Reino Unido declaró la guerra a Alemania en respuesta a la invasión de Polonia, el Grupo N.º 3 del Mando de Bombardeo, con base en Anglia Oriental, estaba compuesto por seis escuadrones de primera línea (Escuadrones n.º 9, n.º 37, n.º 38, n.º 99, n.º 115 y n.º 149) y dos escuadrones de reserva (Escuadrones n.º 214 y n.º 215), todos equipados con una combinación de aviones Wellington Mk.I y Mk.IA.
El 4 de septiembre de 1939, menos de 24 horas después del inicio de las hostilidades, un total de 14 Wellington de los escuadrones n.º 9 y n.º 149, junto con varios aviones Blenheim, realizaron el primer bombardeo de la RAF de la guerra contra buques alemanes en Brunsbüttel. El Gabinete de Guerra no había permitido el bombardeo del puerto por temor a herir a civiles. La eficacia del bombardeo se vio mermada por el mal tiempo y el intenso fuego antiaéreo. Un par de Wellington se convirtieron en los primeros aviones perdidos en el Frente Occidental.
El 3 de diciembre de 1939, 24 Wellington de los Escuadrones n.º 38, n.º 115 y n.º 147 atacaron a la flota alemana amarrada en Heligoland. El bombardeo comenzó a gran altura y, si bien los resultados del bombardeo en sí fueron insignificantes, se confirmó la capacidad de una formación de Wellington para penetrar un espacio aéreo hostil fuertemente defendido. El 14 de diciembre de 1939, 12 Wellington del Escuadrón n.º 99 realizaron un ataque a baja altura contra buques alemanes en las Schillig Roads y Wilhelmshaven. Al enfrentarse al fuego enemigo de buques de guerra, artillería antiaérea y aviones de la Luftwaffe, la formación de Wellington perdió cinco aviones, además de otro que se estrelló cerca de su base, mientras que sólo un caza enemigo fue derribado.
El 18 de diciembre de 1939, 24 Wellington de los Escuadrones n.º 9, n.º 37 y n.º 149 participaron en la batalla de la bahía de Heligoland contra la flota y las bases navales alemanas de Schillig Roads y Wilhelmshaven. Los Wellington no pudieron lanzar sus bombas, ya que todos los buques se encontraban en puerto, debido a que las restricciones para poner en peligro a los civiles impidieron su combate. Alertados por el radar, los cazas de la Luftwaffe interceptaron a los bombarderos que se aproximaban cerca de Heligoland y atacaron la formación durante gran parte del camino de regreso. Doce de los bombarderos resultaron destruidos y otros tres sufrieron graves daños. Los Wellington derribaron cuatro aviones.
La acción en Heligoland puso de manifiesto la vulnerabilidad del Wellington ante los cazas atacantes, ya que no contaba con depósitos de combustible autosellantes ni suficiente armamento defensivo. Las torretas de morro y cola protegían contra ataques frontales y traseros, mientras que el Wellington carecía de defensas contra ataques desde los costados y superiores, ya que no se creía que tales ataques fueran posibles debido a la alta velocidad de las aeronaves y al disparo de deflexión requerido. Se abandonó el bombardeo diurno sin escolta y el Mando de Bombardeo decidió utilizar la fuerza de Wellington para atacar objetivos industriales y de comunicaciones alemanes.
El Wellington fue adaptado para operaciones nocturnas; el 25 de agosto de 1940, participó en el primer ataque nocturno sobre Berlín. Durante el primer ataque con 1000 bombarderos sobre Colonia, el 30 de mayo de 1942, 599 de los 1046 aviones de la RAF desplegados fueron Wellington; de estos, 101 estaban pilotados por tripulaciones polacas. Durante las operaciones bajo el Mando de Bombardeo, los Wellington realizaron 47 409 operaciones, lanzaron 37 941 toneladas de bombas y se perdieron 1332 aviones en combate.
En un incidente, un caza nocturno alemán Bf 110 atacó a un Wellington que regresaba de un ataque a Münster, provocando un incendio en la parte trasera del motor de estribor. El segundo piloto, el sargento James Allen Ward (RNZAF), salió del fuselaje, abrió agujeros en la tela tratada del ala para sujetar los pies y las manos y así alcanzar el motor de estribor, y apagó la cubierta superior del ala en llamas. Él y el avión regresaron sanos y salvos, y Ward recibió la Cruz Victoria. Una hazaña única para el modelo ocurrió el 23 de diciembre de 1944, cuando un Me 163 Komet fue derribado por el artillero trasero Gerry Elsyon, que recibió la DFM.
En 1942, el Wellington fue adaptado para realizar ataques nocturnos con torpedos contra barcos alemanes e italianos en el Mediterráneo. El Wellington que transportaba torpedos recibió el apodo de "Fishington", y los Wellington equipados con radar que guiaban a los torpederos hacia su objetivo se denominaron "Snoopington". El 38.º Escuadrón, con base en Shallufah (Egipto), contaba con un destacamento de Wellington que operaba desde RAF Luqa en Malta, realizando operaciones antibuque con torpedos durante 1942.
El Wellington también fue adoptado por el Mando Costero de la RAF, donde contribuyó a la batalla del Atlántico. El Mark IC en el Costero poseía una autonomía de más de diez horas a una velocidad de crucero de 125 nudos, transportando 680 kg de bombas o cargas de profundidad. Se utilizó en operaciones antisubmarinas; el 6 de julio de 1942, un Wellington hundió su primer buque enemigo. En 1944, los Wellington del Mando Costero fueron enviados a Grecia y realizaron diversas tareas de apoyo durante la intervención británica en la guerra civil Griega. Algunos Wellington fueron operados por la Fuerza Aérea Griega.
Aunque el Wellington fue reemplazado en el Teatro Europeo con la llegada de más bombarderos de cuatro motores, permaneció operativo durante gran parte de la guerra en Oriente Medio y siguió siendo un componente clave de las fuerzas mediterráneas de la RAF mientras los aliados avanzaban hacia Italia, con algunos aún en servicio en marzo de 1945, realizando bombardeos y lanzando suministros a los partisanos en el sur de Europa.
En 1942, los Wellington con base en la India se convirtieron en los primeros bombarderos de largo alcance de la RAF en operar en el Lejano Oriente, con la llegada de los Escuadrones n.º 99 y n.º 215, que proporcionaron un apoyo de bombardeo muy necesario durante los dos años siguientes, antes de ser retirados y reemplazados por los Liberator en el verano de 1944. Los Wellington también fueron utilizados para realizar patrullas marítimas sobre el océano Índico por el Escuadrón n.º 36 y, posteriormente, por el n.º 203.
El Wellington también sirvió en tareas antisubmarinas frente a la costa africana con el 26 Escuadrón de la SAAF con base en Takoradi, Costa de Oro (ahora Ghana), y el Escuadrón 344 de la Francia Libre desde Dakar.

### Desminado
La "Instalación Inalámbrica Direccional" (DWI) especializada, una tapadera para el verdadero propósito de las variantes de aro, equipadas con un aro metálico de 14,7 m de diámetro, se utilizaba para detonar minas magnéticas alemanas generando un potente campo magnético al pasar sobre ellas. La primera detonación exitosa de una mina ocurrió el 8 de enero de 1940, seguida de una segunda el 13 de enero. En esta última, el avión voló por debajo de la altitud segura de 10,7 m y fue alcanzado por la explosión, aunque permaneció en condiciones de vuelo. El aro consistía en una bobina de aluminio en una carcasa aerodinámica de madera de balsa; las torretas se carenaron y se eliminó el equipo innecesario para reducir el peso. A la primera unidad de detonación de minas, la n.º 1 GRU, en RAF Manston, se unió una segunda (n.º 2 GRU) en RAF Bircham Newton. Para proteger a los Wellington desarmados, los Bristol Blenheim del Escuadrón n.º 600 de la RAF volaron como escolta durante la batalla de Francia. Un DWI fue destacado a Oriente Medio para servir de modelo para la conversión de los Wellington allí. Se utilizaron para despejar la Zona del Canal de Suez y, posteriormente, durante la campaña del Norte de África, los puertos costeros.

### Antisubmarino
Para el desarrollo de lo que se convirtió en el foco Leigh, el líder de escuadrón Leigh instaló un reflector de 24 pulgadas en la torreta tipo "cubo de basura" de un DWI Wellington, probándolo desde enero de 1941. Este prototipo sustituyó las baterías por la configuración de motor y generador para reducir peso y esto se trasladó a la producción de Wellington equipados con el foco Leigh. Junto con altímetros de radar precisos, los Wellington podían volar con seguridad a 50 pies, iluminando el submarino objetivo a aproximadamente media milla de distancia, justo cuando el radar aire-superficie (ASV) perdía el objetivo entre los retornos de la superficie del agua.

### Radar aerotransportado
A finales de 1944, un Wellington XIV equipado con radar del 407 Sqn. de la RCAF fue modificado para su uso por la Unidad de Intercepción de Cazas de la RAF en lo que hoy se describiría como un avión de alerta temprana y control aerotransportado. Operó a una altitud de 1200 m sobre el Mar del Norte para controlar a un Mosquito y a un Beaufighter que interceptaban bombarderos He 111 que volaban desde bases aéreas neerlandesas y realizaban lanzamientos aéreos de la bomba volante V-1. Los operadores de la FIU del Wellington buscarían el He 111 ascendiendo a la altitud de lanzamiento y luego ordenarían al Beaufighter que atacara al bombardero, mientras que el Mosquito intentaría interceptar la V-1 si esta se lanzaba.

## Variantes

### Bombardero

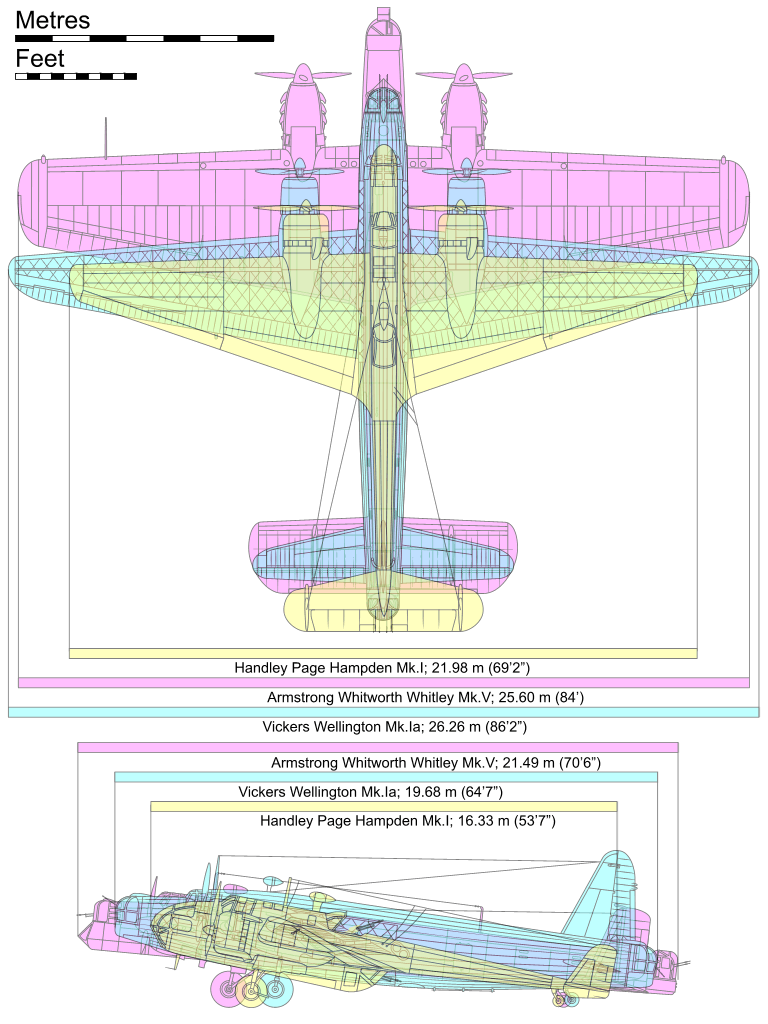
Diagrama comparativo a escala del trío de bombarderos medios bimotores británicos al estallar la Segunda Guerra Mundial: Wellington (azul), Handley Page Hampden (amarillo) y Armstrong Whitworth Whitley (rosa).

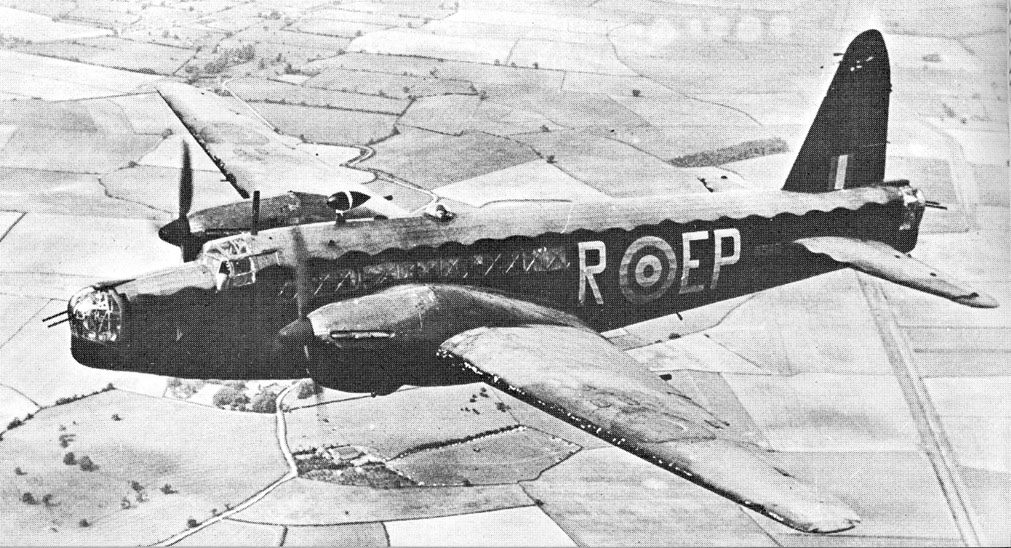
Wellington Mark II con motor Merlin del Escuadrón n.° 104. La construcción geodésica entrecruzada se puede ver a través de los paneles de plexiglás en el costado del fuselaje.

Type 271
El primer prototipo del bombardero Wellington.
Type 285 Wellington Mark I
Un prototipo de preproducción. Propulsado por dos motores radiales de pistón Bristol Pegasus X.
Type 290 Wellington Mark I
Primera versión de producción. Propulsada por dos motores radiales de pistón Bristol Pegasus XVIII de 750 kW (1000 hp). Equipada con torretas artilladas Vickers, se construyeron 183 unidades en Weybridge y Broughton, Flintshire.
Type 408 Wellington Mark IA
Versión de producción construida según las especificaciones del B Mark II, con posibilidad de instalar motores Pegasus o Rolls-Royce Merlin, aunque en la práctica sólo se utilizaron motores Pegasus XVIII de 750 kW (1000 hp). Tren de aterrizaje principal desplazado 8 cm hacia adelante. Equipado con torretas Nash & Thompson. Se construyeron 187 unidades en Weybridge y Broughton, Flintshire.
Type 416 Wellington Mark IC
La primera variante principal de producción fue el Mark IC, que añadió armas de cintura al Mark IA. Se fabricaron un total de 2685 unidades. El Mark IC tenía una tripulación de seis personas: piloto, operador de radio, navegante/bombero, observador/artillero de morro, artillero de cola y artillero de cintura. Se construyeron un total de 2685 unidades en Weybridge, Broughton (Flintshire) y Blackpool.
Type 406 Wellington Mark II
El B Mark II era idéntico al Mark IC, con la excepción del motor; en su lugar, se utilizaba el motor Rolls-Royce Merlin X de 855 kW (1145 hp). Se fabricaron 401 unidades en Weybridge.
Type 417 Wellington B Mark III
La siguiente variante importante fue el B Mark III, que incorporaba el motor Bristol Hercules III o XI de 1025 kW (1375 hp) y una torreta de cola de cuatro armas, en lugar de dos. Se construyeron un total de 1519 Mark III, que se convirtieron en pilares del Mando de Bombardeo desde finales de 1941 hasta 1942. Todos, excepto los dos prototipos, se construyeron en Broughton, Flintshire, y en Blackpool. Tras las pruebas de 1942, el Wellington III recibió autorización para remolcar planeadores Hotspur, Hadrian y Horsa, aunque se observó que esto tenía un efecto adverso en la estructura geodésica. El Wellington III también fue avistado sobre la llanura de Salisbury mientras remolcaba Spitfire. Esto habría permitido remolcar Spitfire de refuerzo para la defensa de Malta desde Gibraltar hasta una posición cercana a la de Malta antes de ser liberados. No se ha confirmado si esto se hizo.
Type 424 Wellington B Mark IV
Los 220 Wellington B Mark IV utilizaban el motor Pratt & Whitney Twin Wasp de 900 kW (1200 hp) y fueron utilizados por dos escuadrones polacos y dos de la RAAF. Se construyeron un total de 220 ejemplares en Broughton, Flintshire.
Type 442 Wellington B Mark VI
Presurizado, con una gran envergadura y motores Merlin R6SM (serie 60, de dos etapas) de 1190 kW (1600 hp), utilizado por el Escuadrón n.º 109 y como entrenadores de radionavegación Gee. Se construyeron un total de 63 ejemplares en Weybridge. Equipados con mira de bombardeo Sperry. El diseño de fuselaje de gran altitud del B.VI, optimizado para la presurización, presentaba un morro sólido en forma de bala sin torreta frontal y una cabina con una cúpula de burbuja tipo astrodomo. La torreta trasera era una FN.20 operada remotamente y apuntada desde una cúpula en la cabina. Este es el avión que impulsó a Rolls-Royce a desarrollar el motor Serie 60 sobrealimentado de dos etapas.
Type 440 Wellington B Mark X
La variante de mayor producción, de la que se fabricaron 3804 unidades. Era similar al Mark III, salvo por el motor Hercules XVIII de 1250 kW (1675 hp). El Mark X sirvió de base para varias versiones del Mando Costero. Se fabricaron un total de 3803 unidades en Broughton, Flintshire, y Blackpool.

### Variantes del Mando Costero
Type 429 Wellington General Reconnaissance (GR) Mark VIII
Conversión del Mark IC para el Mando Costero. Sus tareas incluían reconocimiento, ataque antisubmarino y antibuque. Un Wellington del Mando Costero fue el primer avión equipado con el foco Leigh antisubmarino. Se construyeron 307 ejemplares en Weybridge, 58 de ellos equipados con el foco Leigh.
Type 458 Wellington GR Mark XI
Versión marítima del B Mark X con una torreta de morro común y un radar de mástil ASV Mark II sin armas de cintura, 180 construidos en Weybridge y Blackpool.
Type 455 Wellington GR Mark XII
Versión marítima del B Mark X armada con torpedos (dos de 18 pulgadas bajo las alas). Morro rediseñado para alojar un radar ASV Mark III centrimétrico, que contaba con un radomo en la posición de la barbilla en lugar de antenas externas. Dos ametralladoras flexibles en una cubierta transparente reemplazaron la torreta delantera. Foco Leigh en la bodega de bombas. Motores Hercules VI o XVI. 58 unidades construidas en Weybridge y Broughton, Flintshire. 
Type 466 Wellington GR Mark XIII
Versión marítima del B Mark X con una torreta de morro convencional y radar de mástil ASV Mark II en lugar del radomo de barbilla, sin armas de cintura. Motores Hercules XVII de 1735 hp. 844 unidades construidas: 2 en Weybridge y el resto en Blackpool.
Type 467 Wellington GR Mark XIV
Versión marítima del B Mark X con un radomo de barbilla albergando el radar ASV Mark III y rieles para cohetes explosivos RP-3 bajo las alas. Motores Hercules XVII, 841 fabricados en Weybridge, Broughton y Blackpool.

### Variantes de transporte
Wellington C Mark XV
Conversiones de servicio del Wellington Mark IA en aviones de transporte desarmados, capaz de transportar hasta 18 soldados.
Wellington C Mark XVI
Conversiones de servicio del Wellington Mark IC en aviones de transporte desarmados, capaces de transportar hasta 18 soldados.

### Variantes de entrenamiento
Type 487 Wellington T Mark XVII
Conversión de servicio de un bombardero Wellington Mk XI en avión de entrenamiento de cazas nocturnos con radar SCR720 Air Intercept en un morro bulboso y torreta trasera retirada y carenada; propulsado por dos motores radiales de pistón Bristol Hercules XVII.
Type 490 Wellington T Mark XVIII
Versión de producción. Para el entrenamiento de operadores de radio y navegantes. Propulsado por dos motores radiales de pistón Bristol Hercules XVI. Se construyeron 80 unidades en Blackpool, además de algunas conversiones.
Wellington T Mark XIX
Conversiones de servicio del Wellington Mark X utilizadas para el entrenamiento de tripulaciones de bombarderos; permaneció en uso como entrenador hasta 1953.
Type 619 Wellington T Mark X
Conversiones de posguerra del bombardero Wellington en avión de entrenamiento por Boulton Paul en Wolverhampton. Para el entrenamiento de navegantes se retiró la torreta delantera y se reemplazó por un carenado, y se reequipó el interior. Algunos fueron vendidos a Francia y a la Real Fuerza Aérea griega (6) en 1946.

### Variantes experimentales y conversiones
Type 298 Wellington Mark II (prototipo)
Un avión (L4250); propulsado por dos motores de pistón en línea Rolls-Royce Merlin de 854 kW (1145 hp).
Type 299 Wellington Mark III (prototipo)
Sólo dos ejemplares.
Type 410 Wellington Mark IV (prototipo)
Matrícula R1220; propulsado por dos motores radiales de pistón Pratt & Whitney Twin Wasp.
Type 416 Wellington (II)
El prototipo original del Wellington II fue transformado con la instalación de un cañón Vickers S de 40 mm con mira predictora en posición dorsal. Este era el armamento previsto para ser montado en el morro del caza bimotor Vickers Type 414, para el cual el Ministerio del Aire emitió la Especificación F.22/39. El armamento voló por primera vez el 25 de octubre de 1940 y se probó el 8 de noviembre.
Type 418 Wellington DWI (Detonation Without Impact) Mark I
Conversión de cuatro Wellington Mark IA en aviones dragaminas provocando la explosión de minas magnéticas. Equipados con un motor Ford V-8 de gasolina y un generador eléctrico Mawdsley para inducir un campo magnético en un aro de 14,7 m de diámetro montado bajo el fuselaje. Contaban con un morro sólido con un soporte que sostenía el aro, que también se apoyaba bajo la parte trasera del fuselaje y las alas, por el exterior de los motores. La DWI también fue conocida como "Directional Wireless Installation" (Instalación Inalámbrica Direccional) para desviar la verdadera función del aro.
Type 419 Wellington DWI Mark II
Aviones DWI Mark I modernizados con la instalación de un motor De Havilland Gipsy Six para aumentar la potencia de generación eléctrica. Once aviones fueron adaptados a este estándar. Fueron operados por la Unidad de Reconocimiento General N.º 1 de la RAF, desminando el estuario del Támesis durante un breve periodo hasta que la Marina Real Británica tuvo una capacidad equivalente para dragado de minas magnéticas. La unidad fue transferida a Egipto para su uso en el Canal de Suez.
Type 407 y Type 421 Wellington Mark V
Segundo y primer prototipos respectivamente: se construyeron tres ejemplares, diseñados para realizar operaciones presurizadas a gran altitud utilizando motores Hercules VIII turboalimentados.
Wellington Mark VI
Un Wellington Mark V con motores Merlin 60, sólo prototipo de gran altitud.
Type 449 Wellington Mark VIG
Versión de producción del Type 431. Sólo se construyeron dos aviones.
Wellington Mark VII
Avión único, construido como banco de pruebas para la torreta del Vickers S de 40 mm.
Type 435 Wellington Mark IC
Conversión de un Wellington para probar el proyector de intercepción nocturna de prueba Turbinlite.
Type 437 Wellington Mark IX
Una conversión de Mark IC para transporte de tropas.
Type 439 Wellington Mark II
Un Wellington Mark II fue reconvertido con la instalación de un cañón Vickers S de 40 mm en el morro.
Type 443 Wellington Mark V
Un Wellington utilizado para probar el motor Bristol Hercules VIII.
Type 445 Wellington (I)
Se utilizó un Wellington para probar el motor turborreactor Whittle W2B/23, que fue montado en la cola del avión.
Type 454 y Type 459 Wellington Mark IX
Prototipos con radares ASV Mark II y ASV Mark III, y propulsados por dos motores de pistón radiales Bristol Hercules VI y XVI.
Type 470 y Type 486 Wellington
Designaciones de dos aviones Wellington Mark II equipados con los motores a reacción Whittle W2B y W2/700 respectivamente.
Type 478 Wellington Mark X
Se utilizó un Wellington para probar el motor Bristol Hercules 100.
Type 602 Wellington Mark X
Un Wellington fue equipado con dos motores turbohélice Rolls-Royce Dart.
Wellington Mark III
Se utilizó un Wellington para remolcar planeadores y para despejar planeadores Waco Hadrian, Hotspur y Horsa.

### Total construidos
Se suele citar un total de 11 461 aeronaves. Existen dudas sobre la cantidad de aeronaves; el total podría ser de varias unidades en ambos extremos de esta cifra. En conjunto, los Wellington y los 846 Warwick representan más del 75 % del total de aeronaves construidas por la empresa Vickers-Armstrong.

## Operadores
- Alemania
- Australia
- Canadá
- Checoslovaquia
- Francia
- Francia Libre
- Grecia
- Nueva Zelanda
- Polonia
- Portugal
- Reino Unido
- Sudáfrica

## Supervivientes

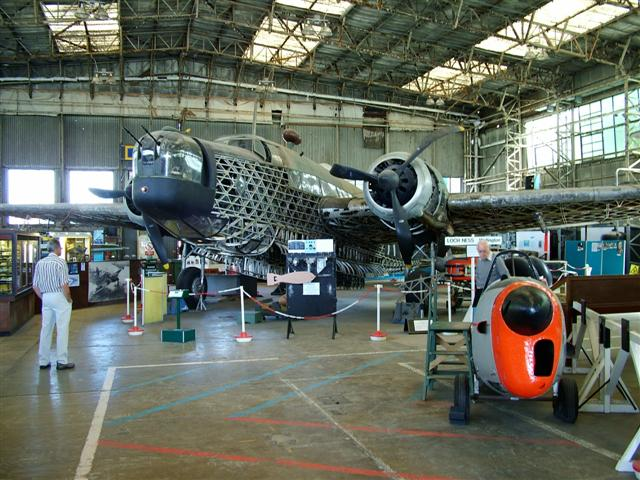
Wellington IA N2980 en exhibición en Brooklands.

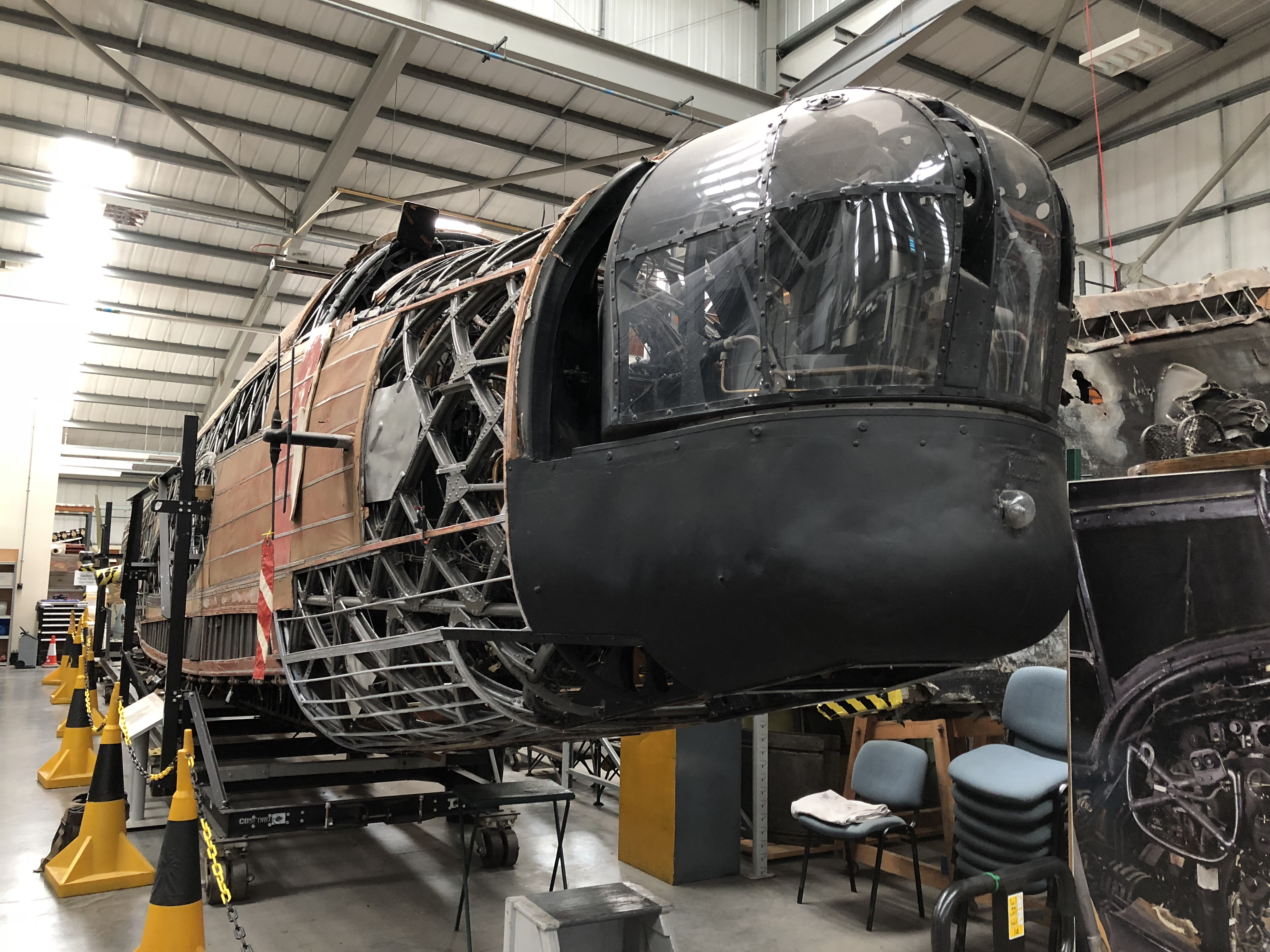
Vickers Wellington T.10 matrícula MF628 en proceso de restauración.

Se conservan dos Vickers Wellington completos en el Reino Unido. También se conservan otras piezas importantes.
El Wellington IA, matrícula N2980, es propiedad del Brooklands Museum en Brooklands, Surrey. Construido en Brooklands y volado por primera vez en noviembre de 1939, este avión participó en los bombardeos diurnos de la RAF sobre Alemania a principios de la Segunda Guerra Mundial, pero posteriormente perdió potencia durante un vuelo de entrenamiento el 31 de diciembre de 1940 y amerizó en el lago Ness. Todos los ocupantes sobrevivieron excepto el artillero trasero, que falleció al no abrirse su paracaídas. El avión fue recuperado del fondo del lago Ness en septiembre de 1985 y restaurado a finales de los años ochenta y noventa. Una nueva exposición sobre el Wellington, con el N2980, fue inaugurada oficialmente por Robin Holmes (que dirigió el equipo de recuperación), Penelope Keith (como fideicomisaria del Museo Brooklands), Norman Parker (que trabajó para Vickers) y Ken Wallis (que pilotó Wellington operativamente) el 15 de junio de 2011, coincidiendo con el 75.º aniversario del primer vuelo del prototipo efectivo del modelo en 1936.
El 15 de septiembre de 2016, después de que le quitaran las alas exteriores el día anterior, el N2980 fue remolcado desde el hangar Bellman en el que fue restaurado y donde había estado exhibido durante casi 30 años. Este traslado marcó la primera vez que la "R" de "Robert" se desplazaba en su tren de aterrizaje desde su último vuelo en 1940. El avión se exhibió en un edificio temporal mientras el hangar Bellman se reubicaba y restauraba hasta que fue retirado de la exposición y trasladado de nuevo a este último edificio el 25 de julio de 2017. El avión es la pieza central de la exposición "Brooklands Aircraft Factory" sobre la industria aeronáutica en Brooklands, inaugurada oficialmente el 13 de noviembre de 2017.
El Wellington T.10, matrícula MF628, se conserva en el Museo de la Real Fuerza Aérea. Fue entregado a la Unidad de Mantenimiento (MU) n.° 18 de la RAF para su almacenamiento en Tinwald Downs, Dumfries, como Wellington B.X, el 11 de mayo de 1944. En marzo de 1948, se le retiró la torreta delantera durante su conversión a T.10 para su función como entrenador de tripulaciones de posguerra. Este avión es el Wellington que se ve despegando en "The Dam Busters" y también se utilizó para algunas tomas aéreas en la película.
Este avión realizó el último vuelo de un Wellington, de Aston Down a Wisley, en enero de 1955. Posteriormente, el Museo de la RAF reinstaló la torreta delantera para mantener su diseño original como B.X (los números de los modelos de guerra usaban numerales romanos; los arábigos se adoptaron después de la guerra). En el otoño de 2010, este avión fue trasladado al Museo de la Real Fuerza Aérea de Cosford para su restauración.

## Apariciones notables
- El personal de la RAF apodó al Wellington como "Wimpy" en honor al corpulento personaje "Wellington Wimpy" de los dibujos animados Popeye.[61]
- Nebeští jezdci ("Jinetes en el cielo") (1968), sobre una tripulación checoslovaca de bombarderos de la RAF, basada en las operaciones reales del Escuadrón 311 de la RAF.[62]
- Pastoral es una novela de 1944 del autor Nevil Shute sobre la tripulación de Wellington.
- Objetivo para esta noche (1941), un documental sobre un Wellington en un ataque aéreo sobre Alemania.
- Fin de semana del trabajador (1943), un noticiero documental sobre la construcción del Vickers Wellington LN514 en tiempo récord.
- Perdido un avión, una película bélica británica de 1942.
- Una recta del Circuito de Silverstone se llama Wellington Straight en referencia a que el tipo de avión tenía su base en lo que entonces se llamaba RAF Silverstone.[63]
- G de Genevieve y L de Lucy, ambas sobre tripulaciones ficticias de bombarderos polacos en la RAF durante la Segunda Guerra Mundial, de Janusz Meissner.
- En "Fair Stood the Wind for France" de H.E. Bates, un bombardero Wellington se estrella en Francia. El capitán resulta herido y la historia continúa, describiendo a la tripulación escondida en una granja. Sigue una secuencia romántica. Es un relato excelente.

## Especificaciones (Wellington Mark IC)
Referencia datos: Vickers Aircraft since 1908, The Vickers Wellington I & II

### Características generales
- Tripulación: Cinco o seis
- Longitud: 19,7 m (64,6 ft)
- Envergadura: 26,3 m (86,2 ft)
- Altura: 5,3 m (17,4 ft)
- Superficie alar: 78 m² (839,6 ft²)
- Peso vacío: 8417 kg (18 551,1 lb)
- Peso cargado: 12 927 kg (28 491,1 lb)
- Planta motriz: 2× motor radial de 9 cilindros refrigerado por aire Bristol Pegasus Mark XVIII.
  - Potencia: 780 kW (1075 HP; 1061 CV) cada uno.
- Hélices: 1× tripala de paso variable por motor.

### Rendimiento
- Velocidad máxima operativa (Vno): 378 km/h (235 MPH; 204 kt) a 4700 m (15 500 pies)
- Alcance: 4100 km (2214 nmi; 2548 mi)
- Techo de vuelo: 5500 m (18 045 ft)
- Régimen de ascenso: 5,7 m/s (1122 ft/min)

### Armamento
- Ametralladoras: 

  - 6-8x Browning .303 Mk II de 7,7 mm:
    - 2 en torreta de morro
    - 2 en torreta de cola[nota 4]
    - 2 en puestos de cintura[nota 5]
- Bombas: 2000 kg

## Aeronaves relacionadas

### Desarrollos relacionados
- Vickers Warwick
- Vickers VC.1 Viking

### Aeronaves similares
- Dornier Do 17
- Heinkel He 111
- Junkers Ju 88
- Douglas B-18 Bolo
- North American B-25 Mitchell
- Armstrong Whitworth Whitley
- Handley Page Hampden
- Ilyushin Il-4

### Secuencias de designación
- Secuencia Numérica (interna de Vickers): ← 264 - 266 - 267 - 270 - 271 - 277 - 279 - 281 - 283 - 284 - 285 - 286 - 287 - 289 - 290 - 291 - 292 - 293 - 294 - 295 - 296 - 298 - 299 - 400 - 401 - 402 - 403 - 405 - 406-410 - 413 - 414 - 416-419 - 420 - 421 - 422 - 423 - 424 - 426 - 427 - 428-431 - 432 - 433 - 435-443 - 444 - 445- 446 - 447 - 448 - 449 - 451 - 452 - 453 - 454 - 455 - 456 - 457 - 458 - 459 - 460 - 461 - 462 - 463 - 464 - 465 - 466 - 467 - 469 - 470 - 471 - 473 - 474 - 475 - 478 - 479 - 480 - 481 - 483 - 485- 486 - 487 - 488 - 490 - 491 - 492 - 493 -- 586 - 587 - 601 - 602 - 604 - 607 - 610 - 611 - 614-618 - 619 - 620-628 - 630 - 632 -- 635 - 636 - 637 - 638 - 639 - 640 - 641—646 →